# オグルニウス法
オグルニウス法（オグルニウスほう、ラテン語: lex Ogulnia）は、紀元前300年に成立したローマ法の一つである。長年に渡って続いたローマにおけるパトリキとプレブスの身分闘争の一里塚とも言える法で、当年の護民官、クィントゥスとグナエウス・オグルニウス兄弟によって提出された。クィントゥスは紀元前269年の執政官クィントゥス・オグルニウス・ガッルスと同一人物とも考えられている。

## 概要
この法によって、初めて最高神祇官を含む種々の神官職がプレブスに対して開かれると同時に、神祇官職やアウグルの定員がそれぞれ4人であったところを、神祇官は4人、アウグルは5人、プレブス出身の定員を追加した。これによって定員のほぼ半数をプレブスが占める事となり、紀元前254年にはプレブスから初の最高神祇官、ティベリウス・コルンカニウスを生むこととなった。

## 初年度の追加メンバー

### 神祇官
- プブリウス・デキウス・ムス
- マルクス・リウィウス・デンテル
- ガイウス・マルキウス・ルティルス・ケンソリヌス
- プブリウス・センプロニウス・ソプス

### アウグル
- プブリウス・アエリウス・パエトゥス
- ガイウス・ゲヌキウス・アウグリヌス
- ガイウス・マルキウス・ルティルス・ケンソリヌス
- マルクス・ミヌキウス・ファエスス
- ティトゥス・プブリリウス